# Distretto di Manas
Il distretto di Manas (in kirghiso Манас району?, Manas rayonu) è un distretto (raion) del Kirghizistan con  capoluogo Pokrovka.
Il toponimo deriva dall'eroe leggendario Manas, che si racconta nacque in questa zona, sui monti Alatau.